# Jurjan Mannes
Jurjan Mannes (Groningen, 26 januari 1992) is een Nederlands voormalig voetballer die doorgaans speelde als middenvelder. Tussen 2012 en 2024 was hij actief voor FC Twente, Fortuna Sittard, Jong FC Twente, FC Emmen, SC Cambuur, HHC Hardenberg en SVZW Wierden.

## Carrière
Mannes zette zijn eerste stappen in het voetbal door te gaan spelen bij de jeugd van VUC Den Haag, om vervolgens via Oranje Nassau bij FC Twente te belanden. Bij De Tukkers ontwikkelde hij zich goed en hij speelde voor de hoogste jeugdteams, maar een officiële doorbraak bleef uit. Fortuna Sittard had interesse om hem over te nemen. De Limburgers wilden hem wel kopen, maar hadden slechts genoeg budget om de middenvelder te huren. Op 3 september 2012 debuteerde Mannes voor Fortuna op bezoek bij Excelsior. In het seizoen 2013/2014 speelt hij voor Jong FC Twente zijn wedstrijden in de Eerste divisie.
FC Twente maakte in maart 2014 bekend het in juli aflopende contract van Mannes niet te verlengen. Hierop vertrok hij naar FC Emmen. Mannes speelde in tweeënhalf jaar tweeënzeventig wedstrijden voor Emmen in de Eerste divisie. Hij vertrok in januari 2017 op huurbasis naar SC Cambuur. Daarbij werd afgesproken dat hij daar na afloop van het seizoen een contract tot medio 2018 zou krijgen, met een optie op nog een jaar.
In de zomer van 2018 verliet Mannes Leeuwarden om op amateurbasis voor HHC Hardenberg te gaan voetballen. Na drie maanden kreeg hij een contract aangeboden door HHC, voor anderhalf jaar. Na vijf seizoenen bij HHC verkaste Mannes naar SVZW Wierden, waar hij in juli 2024 op tweeëndertigjarige leeftijd een punt achter zijn actieve loopbaan zette.

## Clubstatistieken
| Seizoen | Club              | Competitie     | Competitie | Competitie | Beker | Beker | Internationaal | Internationaal | Nacompetitie | Nacompetitie | Totaal | Totaal |
| Seizoen | Club              | Competitie     | Wed.       | Dlp.       | Wed.  | Dlp.  | Wed.           | Dlp.           | Wed.         | Dlp.         | Wed.   | Dlp.   |
| ------- | ----------------- | -------------- | ---------- | ---------- | ----- | ----- | -------------- | -------------- | ------------ | ------------ | ------ | ------ |
| 2011/12 | FC Twente         | Eredivisie     | 0          | 0          | 0     | 0     | —              | —              | —            | —            | 0      | 0      |
| 2012/13 | → Fortuna Sittard | Eerste divisie | 10         | 0          | 1     | 0     | —              | —              | —            | —            | 11     | 0      |
| 2013/14 | Jong FC Twente    | Eerste divisie | 21         | 0          | —     | —     | —              | —              | —            | —            | 21     | 0      |
| 2014/15 | FC Emmen          | Eerste divisie | 23         | 1          | 1     | 0     | —              | —              | 1            | 0            | 25     | 1      |
| 2015/16 | FC Emmen          | Eerste divisie | 35         | 1          | 2     | 1     | —              | —              | 2            | 0            | 39     | 2      |
| 2016/17 | FC Emmen          | Eerste divisie | 14         | 1          | 1     | 0     | —              | —              | —            | —            | 15     | 1      |
| 2016/17 | → SC Cambuur      | Eerste divisie | 11         | 0          | 1     | 0     | —              | —              | 1            | 0            | 13     | 0      |
| 2017/18 | SC Cambuur        | Eerste divisie | 10         | 0          | 1     | 0     | —              | —              | 1            | 0            | 12     | 0      |
| Totaal  | Totaal            | Totaal         | 124        | 3          | 7     | 1     | 0              | 0              | 5            | 0            | 136    | 4      |